# Tonight's Karaoke Contest Winners
Tonight's Karaoke Contest Winners è il secondo album di studio del gruppo pop punk tedesco Donots, autoprodotto e pubblicato nel 1998 dalla Headshock Records.

## Tracce
1. You Cannot	- 3.35
2. Wordplay - 3.51
3. True Faith	- 5.02
4. Rock, Paper, Scissors - 3.47
5. Ashes - 4.42
6. Embrace and Price - 0.30
7. Got Some Nerve - 5.44
8. Reminder - 4.32

## Formazione
- Ingo Knollmann - voce
- Guido Knollmann - chitarra
- Alex Siebenbiedel - chitarra
- Jan Dirk Poggemann - basso
- Eike Herwig - batteria